# Arbeitsprogramm der Europäischen Kommission
Das Arbeitsprogramm der Europäischen Kommission zählt zu den wichtigsten Legislativ- und Politikplanungen der Europäischen Union.

## Geschichte
Die Europäische Union veröffentlicht bereits seit 1988 ein jährliches Arbeitsprogramm. Der Rat veröffentlicht erst seit 2003 ein dreijähriges Strategieprogramm. Von Anfang an beeinflusste das Europäische Parlament die Abfassung des Programmes, seit 1993 beteiligt sich auch der Rat. Hintergrund für das Arbeitsprogramm war die Forderung des Parlamentes, einen besseren Einblick in die Planungen der Exekutive zu erhalten.
Das Jahresgesetzgebungsprogramm der Kommission geht zurück auf eine Vereinbarung zwischen dem Europäischen Parlament und der Kommission aus dem Jahr 1993 und hat neben der Erhöhung der Transparenz der europäischen Rechtssetzung auch die Verbesserung der Zusammenarbeit den Europäischen Institutionen zum Ziel. Seit 2003 müssen Rat, Parlament und Kommission zudem ihre Rechtssetzungsprogramme aufeinander abstimmen und sich hierbei auf eine gemeinsame Jahresplanung einigen.
Zusätzlich zum jährlichen Arbeitsprogramm hat die Kommission 2003 auch ein fortlaufendes Dreimonats-Programm veröffentlicht.

## System
Für eine erfolgreiche Umsetzung ihrer Gesetzgebungsvorhaben ist die Europäische Kommission auf eine gute Kooperation mit den anderen Organen der Europäischen Union angewiesen. Daher legt die Kommission in Zusammenarbeit mit dem Europäischen Parlament und in enger Abstimmung mit dem Ratsvorsitz Arbeitsprogrammes jährlich ein Arbeitsprogramm vor, welches alle geplanten Gesetzesinitiativen offenlegt.
Das Arbeitsprogramm der Europäischen Kommission informiert über deren strategischen Initiativen im jeweils kommenden Jahr. 2010 beinhaltet es außerdem weitere wichtige Initiativen, welche für den Zeitraum 2010–2014 geplant sind, und bietet damit erstmals einen mehrjährigen Überblick. Die Kommission ist verpflichtet dieses Programm jährlich zu aktualisieren, neue strategische Initiativen offenzulegen und im Zuge dessen auch das mehrjährige Programm kontinuierlich anzupassen.
Die Europäische Kommission muss strategische Initiativen ihres Arbeitsprogramms, die erhebliche Auswirkungen haben, in Form einer Folgeabschätzung evaluieren und diese dem Programm beifügen. Durch die Folgeabschätzung können u. a. Kosten für die Haushalte bzw. gesamtgesellschaftliche Lasten eines geplanten Rechtsaktes identifiziert werden und die Rechtsakte in der Konsequenz ggf. modifiziert oder ganz fallengelassen werden.
Über die Durchführung des Programms sowie weitere geplante Initiativen bis Jahresende berichtet die Kommission den anderen Institutionen der EU auf monatlicher Basis.
Das Arbeitsprogramm hat zwar keine rechtliche Bindungswirkung, es setzt allerdings wichtige politische Vorgaben.

## Arbeitsprogramm 2010
Auf Grund der verspäteten Einsetzung der Europäischen Kommission 2010 wurde auch das Arbeitsprogramm 2010 erst am 31. März 2010 veröffentlicht. Es umfasst die folgenden Schwerpunkte:
Die Umsetzung der Strategie Europa 2020, vor allem mit Hinblick auf die Bewältigung der aktuellen wirtschaftlichen Krise und der Schaffung von nachhaltigem Wachstum und Beschäftigung, die Rechte und die Sicherheit der EU-Bürger, die Stärkung der Rolle Europas in der Welt sowie die Modernisierung der Arbeitsweise und Instrumente der EU.

## Arbeitsprogramm 2011
Am 27. Oktober 2010 wurde bereits das Arbeitsprogramm 2011 veröffentlicht. Hauptthemen sind:
- Festigung der sozialen Marktwirtschaft in Europa über die Krise hinaus
- Wachstumsbelebung zur Schaffung von Arbeitsplätzen
- Fortsetzung der bürgernahen Agenda Freiheit, Sicherheit und Recht:
- Verstärkung der Präsenz Europas auf der internationalen Bühne
- Ergebnisorientiertes Denken zur optimalen Nutzung der EU-Politik[4][5]

## Arbeitsprogramm 2012
Das Arbeitsprogramm der Kommission 2012, das am 15. November 2011 veröffentlicht wurde, steht unter dem Titel "Europäische Erneuerung". Mit dem Arbeitsprogramm sollen die politischen Leitlinien von Präsident Barroso und seine Rede zur Lage der Union 2011 in konkrete Maßnahmen umgesetzt werden.
Die selbsterklärten Hauptziele des Arbeitsprogramms der Kommission sind:
- Eine Union der Stabilität und Verantwortung
- Eine Union des Wachstums und der Solidarität
- Mehr Gewicht für die Stimme der EU auf der Weltbühne[9]

Angestrebte Projekte der Kommission sind z. B. die Vertiefung des Binnenmarktes im Bereich Dienstleistungen, Forschungspolitik und Innovation, die Digitale Agenda, die Bewältigung der Jugendarbeitslosigkeit, die Verbesserung von Verbraucherschutzrechten und der Arbeitnehmerfreizügigkeit, Klimaschutz oder der Aufbau eines europäischen humanitären Freiwilligendienstes.

## Arbeitsprogramm 2017
Es wurde am 25. Oktober 2016 präsentiert. Die wichtigsten neuen Initiativen waren:
- Neue Impulse für Arbeitsplätze, Wachstum und Investitionen
- Ein vernetzter digitaler Binnenmarkt
- Eine krisenfeste Energieunion mit einer zukunftsorientierten Klimaschutzstrategie
- Binnenmarkt
- Eine vertiefte und fairere Wirtschafts- und Währungsunion
- Ein vernünftiges und ausgewogenes Freihandelsabkommen mit den Vereinigten Staaten
- Auf gegenseitigem Vertrauen fußender Raum des Rechts und der Grundrechte
- Auf dem Weg zu einer neuen Migrationspolitik
- Mehr Gewicht auf der internationalen Bühne
- Eine Union des demokratischen Wandels[11]

## Arbeitsprogramm 2020
Das Programm wurde am 29. Januar 2020 in Brüssel vorgestellt. Die wichtigsten Themen sind:
- Ein europäischer Grüner Deal
- Ein Europa für das digitale Zeitalter
- Eine Wirtschaft im Dienste des Menschen
- Ein stärkeres Europa in der Welt
- Förderung unserer europäischen Lebensweise
- Neuer Schwung für die Demokratie in Europa[12]

## Arbeitsprogramm 2021
Das Arbeitsprogramm 2021 wurde am 19. Oktober 2020 veröffentlicht. Hauptthemen sind:
- Ein europäischer Grüner Deal
- Ein Europa, das für das digitale Zeitalter gerüstet ist
- Eine Wirtschaft im Dienste der Menschen
- Ein stärkeres Europa in der Welt
- Fördern, was Europa ausmacht
- Neuer Schwung für die Demokratie in Europa

Diese sechs übergreifenden Ziele sind praktisch deckungsgleich mit dem Arbeitsprogramm 2020. Das Arbeitsprogramm 2021 ist stark mit dem Europäischen Aufbauplan im Zuge der Corona-Pandemie verknüpft, dem Aufbauinstrument „NextGenerationEU“, sowie generell mit dem EU-Haushalt 2021–2027.